# Laurence Douglas Grand
Laurence Douglas Grand, britanski general, * 1898, † 1978.